# Khaled Nezzar
Pour les articles homonymes, voir Nezzar.
Khaled Nezzar, né le 25 décembre 1937 à Seriana, dans l'actuelle wilaya de Batna (Algérie) et mort le 29 décembre 2023 à Alger, est un général major et un homme politique algérien.
Il est chef d'état-major de l'Armée nationale populaire de 1988 à 1990, puis ministre de la Défense nationale entre 1990 et 1993.

## Biographie
Khaled Nezzar est né à Seriana dans l'actuelle wilaya de Batna en Algérie, alors département français. Fils de Rahal Nezzar, sous-officier de l'armée française ayant fait la Seconde Guerre mondiale, il intègre l'école militaire préparatoire de Miliana en 1949, puis celle de Koléa en 1950 et enfin celle d'Aix-en-Provence de 1951 à 1953. Il rejoint alors l'école de Strasbourg puis l'École nationale des sous-officiers d'active à Saint-Maixent-l'École, d'où il sort sous-officier. Le 27 avril 1958, il déserte de l'armée française et rejoint l'Armée de libération nationale.
En 1964, il intègre l'Académie militaire Frounze, en Union soviétique, puis en 1975, l'École de Guerre à Paris. Nommé commandant des forces terrestres en 1986.
Le 16 novembre 1988, il est nommé chef d'état-major de l'Armée nationale populaire.

### Événements d'octobre 1988
Le 5 octobre 1988 éclate, en Algérie, une violente contestation qui entraîne des réformes politiques sans précédent. Le soulèvement populaire commence à Alger, puis s’étend dans tout le pays. Lors des manifestations, les participants s’attaquent aux symboles de l’État comme les propriétés du parti unique (FLN - le Front de Libération nationale), les mairies et les postes de police. Les principales causes des événements sont la détérioration des conditions de vie : le chômage endémique, l'effondrement de l'économie, l'exclusion, les privations et la bureaucratie. Dès le 6 octobre, le président Chadli Bendjedid proclame l'état de siège et en confie la responsabilité au général Khaled Nezzar. Ce dernier aurait donné le feu vert aux forces armées de tirer sur les manifestants à Alger. Plus de 500 personnes, manifestants civils, trouvent la mort et 15 000 autres sont arrêtés. Pour justifier le nombre important de manifestants tués le 5 octobre 1988, Nezzar déclare que ses hommes n’étaient pas formés pour ce genre de mission et qu’il y avait un manque de moyens.

#### Ministre de la Défense
Le 12 janvier 1992, Khaled Nezzar est le principal artisan du coup d'État qui interrompt le processus électoral qui aurait certainement conduit le Front islamique du salut (FIS), parti islamiste, au pouvoir. Le président Chadli Bendjedid démissionne la veille et un Haut Comité d'État (HCE) est mis en place. C'est le coup d'État des « janviéristes ». De 1992 à 1994, Khaled Nezzar est l'un des cinq membres de ce Haut Comité d'État (HCE) présidé par Mohamed Boudiaf. Après l'assassinat de ce dernier, le 29 juin 1992, Ali Kafi, représentant du FLN le remplace à la présidence du HCE, dont le général Nezzar reste le principal membre. L'Algérie connaît alors une période de guerre civile qui dura environ 10 ans. Cette guerre civile, fait selon les estimations, entre 500 000 et 700 000 morts ou disparus.
Khaled Nezzar échappe à un attentat le 13 février 1993 : un fourgon bourré d'explosifs est mis à feu à distance au passage de son cortège, l'explosion n'a pas fait de victimes. Il se retire de la vie politique à l'arrivée de Liamine Zeroual la même année.

### Après son départ de la vie politique

#### Affaire Souaïdia
Le général Nezzar porte plainte pour diffamation contre Habib Souaïdia, auteur du livre La sale Guerre publié en 2001, et dénonçant l'utilisation de la torture par l'armée et d'exécutions extrajudiciaires. L'éditeur étant français et l'auteur résidant en exil en France, c'est le tribunal correctionnel de Paris qui est saisi. Il se prononce pour la relaxe de Souaïdia.

#### Affaire TRIAL
Arrêté à Genève le 20 octobre 2011 à la suite d'une dénonciation de l'ONG TRIAL, puis à la plainte de deux victimes, l'accusant de crimes de guerre commis durant les premières années de la guerre civile algérienne (1992-2000). Khaled Nezzar est entendu deux jours durant par le ministère public de la Confédération (MPC). Il est remis en liberté sur la promesse de participer à la suite de la procédure. Invoquant son immunité, le général Nezzar conteste la procédure ouverte à son encontre.
Le 25 juillet 2012, le Tribunal pénal fédéral suisse rend une décision considérant qu'il est exclu d'invoquer une immunité pour des faits si graves qu’ils pourraient constituer des crimes internationaux, en l'occurrence des crimes de guerre. Toutefois, en janvier 2017, le parquet suisse décide de classer l'affaire. La décision est cassée en juin 2018 par le Tribunal pénal fédéral ; ce dernier estime en effet que les conditions de la notion de conflit armé telles que définies par le CICR sont remplies. La procédure pénale va dès lors reprendre.
L'affaire est relancée en 2019.
Le ministère public de la Confédération suisse (MPC) procède à l’audition finale de M. Nezzar le 4 février 2022, puis transmet le 28 août 2023 un acte d'accusation au Tribunal pénal fédéral (TPF) pour des faits de « crimes de guerre – actes de torture, traitements inhumains, détentions et condamnations arbitraires –, ainsi que des crimes contre l’humanité sous forme d’assassinats » commis entre janvier 1992 et janvier 1994. À la suite de cette annonce, le ministre algérien des Affaires étrangères, Ahmed Attaf, dénonce une « lecture révisionniste, par la justice suisse, de la bravoure du combat solitaire que l’Algérie a mené contre le terrorisme ».

#### Manifestations de 2019 en Algérie
Dans un contexte des manifestations de 2019 en Algérie, le général Nezzar est convoqué le 14 mai par le tribunal militaire de Blida, entendu comme témoin par le juge d'instruction dans l'affaire impliquant Saïd Bouteflika, les généraux à la retraite Toufik et Tartag ainsi que Louisa Hanoune.
Le 6 août 2019, le tribunal militaire de Blida a émis des mandats d'arrêt internationaux à l'encontre de Khaled Nezzar, de son fils Lotfi et de Farid Benhamdine, homme d'affaires proche de Khaled Nezzar. Ils sont accusés de complot et d'atteinte à l'ordre public.
Le 8 août, il diffuse une vidéo où il appelle l'armée au soulèvement. La tentative de censure de cette vidéo provoque le blocage de YouTube et de Google en Algérie.
Le procès a eu lieu le 23 septembre en l'absence de Khaled Nezzar, de son fils Lotfi Nezzar et de Farid Benhamdine. Considérés en état de fuite, le tribunal militaire de Blida prononce une peine de 20 ans de prison à leur encontre.
Le 11 décembre, il rentre en Algérie et rejoint son domicile sans être arrêté. Ni Nezzar ni les autorités n'ont fourni une communication pour justifier cet état de fait.

### Mort
Khaled Nezzar meurt le 29 décembre 2023 à Alger. Il est inhumé au cimetière d'El Alia.

## Publications
- Recueil des mémoires du général Khaled Nezzar : Tome 1, Ma carrière militaire, Éditions Chihab, Alger, 2018
- Recueil des mémoires du général Khaled Nezzar : Tome 2, La séquence politique, Éditions Chihab, Alger, 2018
- Journal de guerre, Éditions Publisud, Paris, 2004  (ISBN 2-8660-0835-9)
- Algérie : échec à une régression programmée, Éditions Publisud, Paris, 2004  (ISBN 2-8660-0796-4)
- Algérie, arrêt du processus électoral, enjeux et démocratie, Éditions Publisud Paris, Alger, 2001  (ISBN 2-86600-948-7)
- L'Armée algérienne face à la désinformation, Édition Médiane, Paris, 2003  (ISBN 2-915161-01-1)
- Sur le front égyptien, Édition Alpha, Alger, 2010 (OCLC 778780986)
- Le sultanat de Bouteflika, Éditions Apic (Alger), Transbordeurs (Paris), 2003  (ISBN 2-912728-07-X)